# 柏克萊禪修中心
柏克萊禪修中心 (Berkeley Zen Center) （簡稱:BZC）, 寺名正覚寺（Shōgaku-ji），是位於加利福尼亞州柏克萊，日本曹洞宗的禪修中心，由寺主魏茨曼所帶領。柏克萊禪修中心成立於1967年，由魏茨曼和鈴木俊隆所成立，當時為舊金山禪修中心(San Francisco Zen Center)（簡稱:SEZC）的非正式附屬機構與衛星組織。儘管該中心是由魏茨曼所成立，但直到1985年，在鈴木俊隆的兒子暨嗣法傳承人鈴木包一(Hoitsu Suzuki)為魏茨曼嗣法（接受傳承佛法）後，魏茨曼才被任命為柏克萊禪修中心的寺主。魏茨曼的嗣法傳承人艾倫·塞納克(Alan Senauke)與他的妻子蘿蕊·塞納克(Laurie Senauke) 一起居住在柏克萊禪修中心（時1999年），同時也為佛教徒和平組織( Buddhist Peace Fellowship)工作。柏克萊禪修中心的另一位導師是梅麗·史考特(Maylie Scott)，他於2001年去世。，另一位曹洞宗禪修導師布蘭奇哈特曼(Zenkei Blanche Hartman) 於1969年開始在柏克萊禪修中心坐禪，於1988年接受魏茨曼嗣法，成為鈴木俊隆嗣法傳承之一。1979年，該禪修中心搬遷到羅素街的目前位置，現今有一小群居民居住在現址。

## 相簿

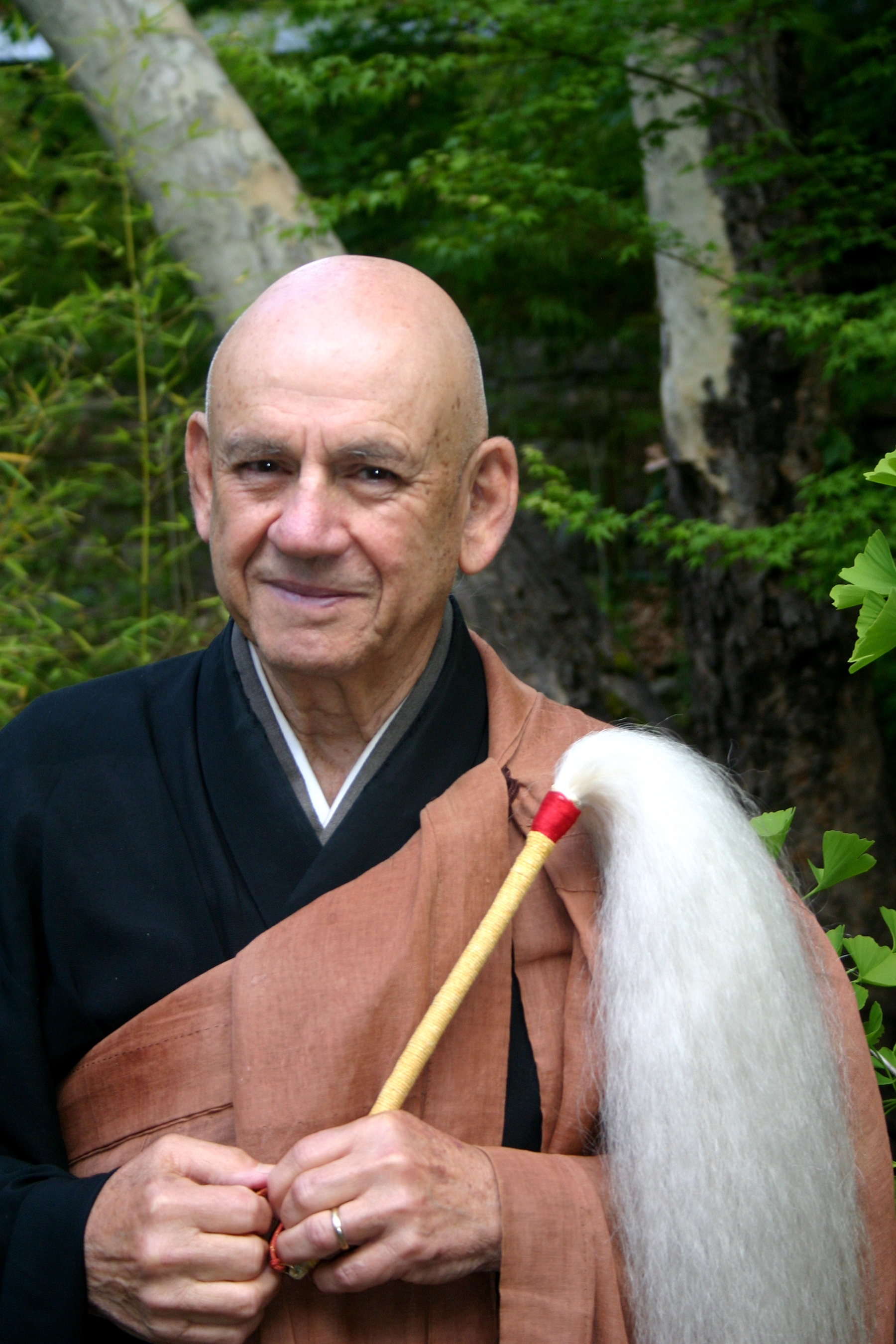
魏茨曼（英语：Sojun Mel Weitsman）
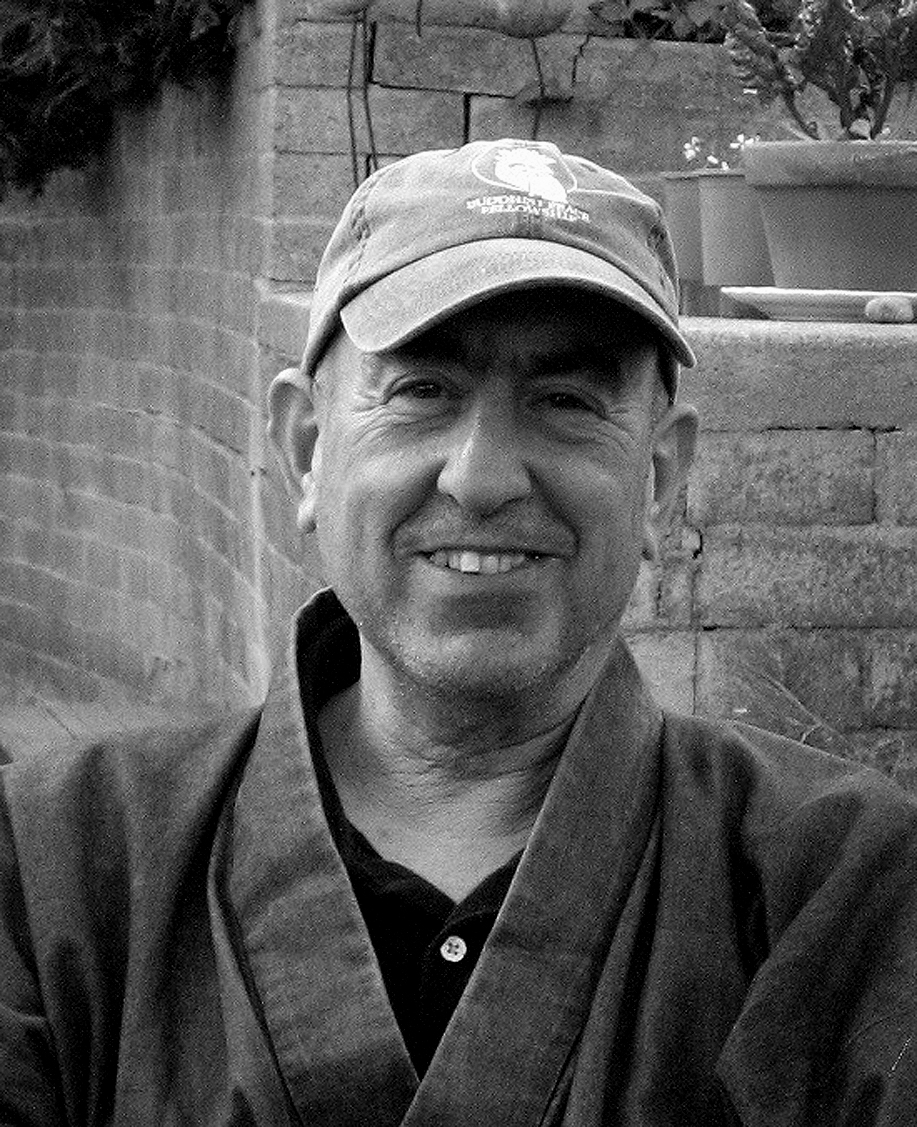
艾倫·塞納克(Hozan Alan Senauke)
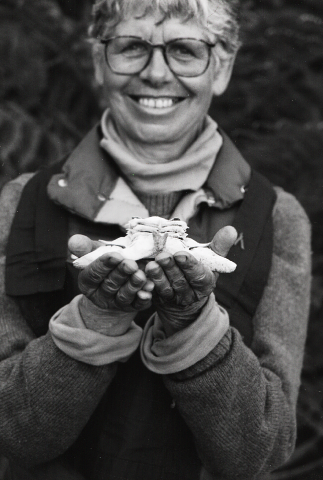
梅麗·史考特(Maylie Scott)
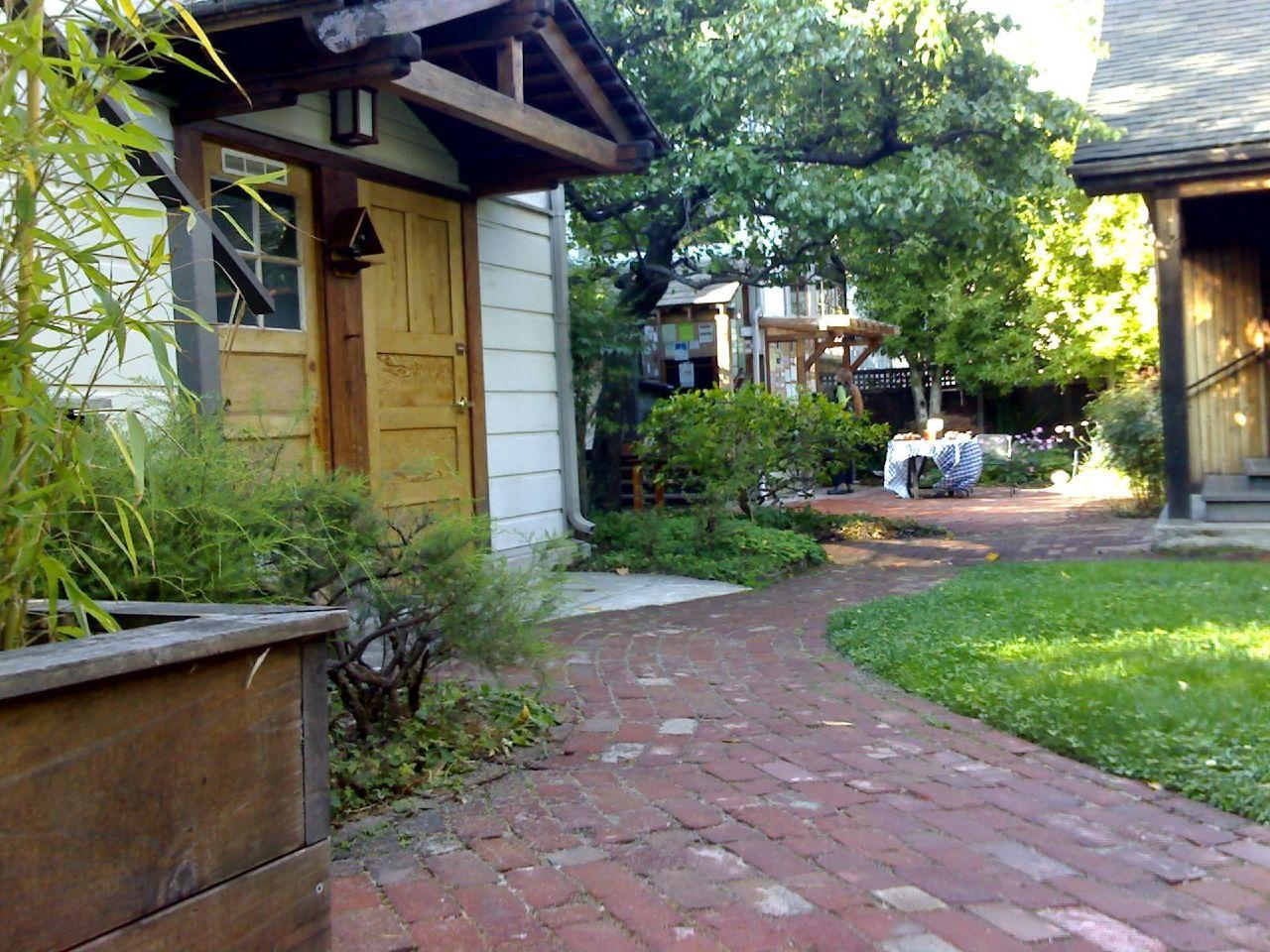
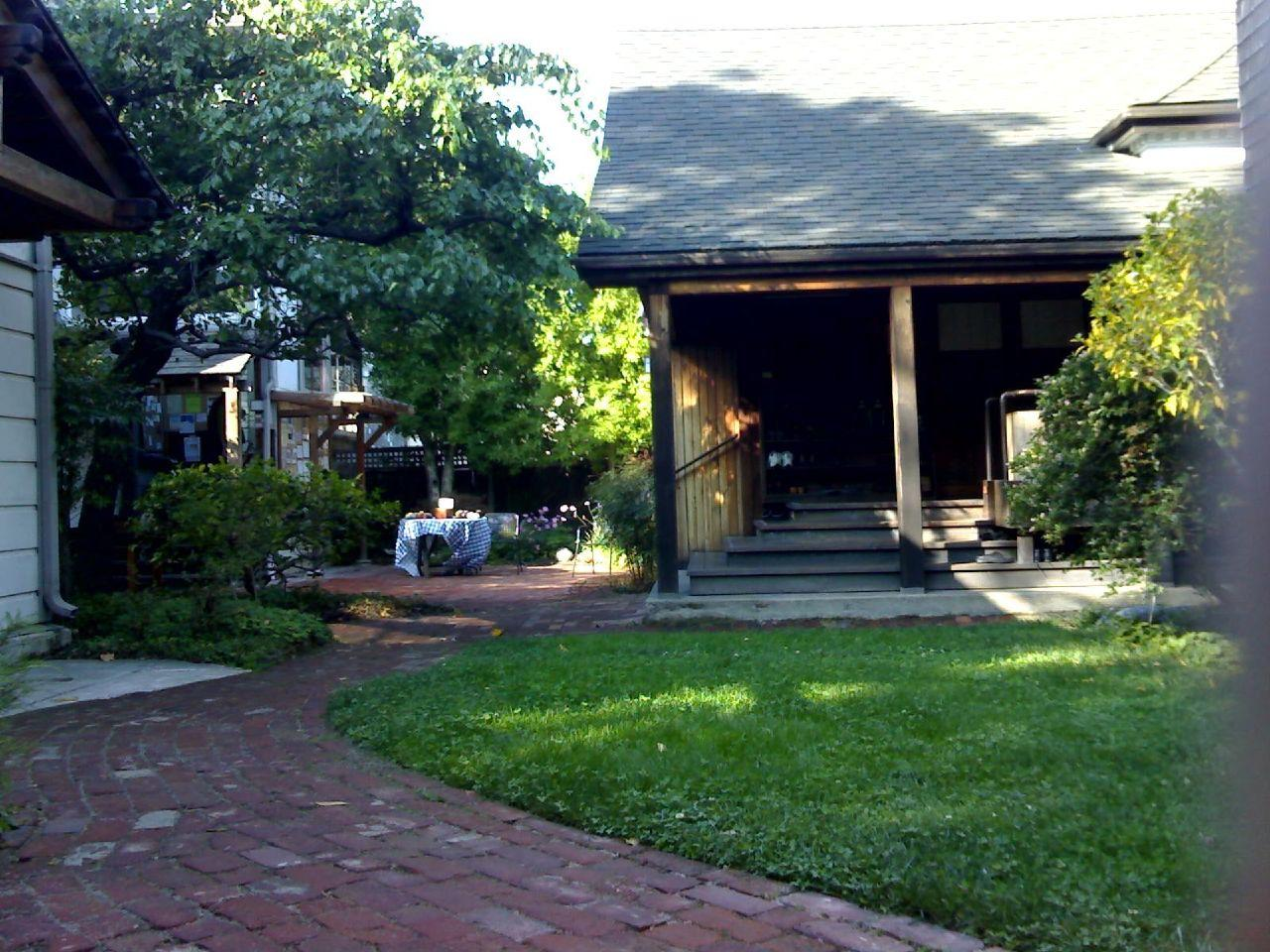
禅堂